# Сергий (архиепископ Смоленский)
Архиепископ Сергий — епископ Русской православной церкви, архиепископ Смоленский и Брянский в Смутное время. 

## Биография
О времени определения его на Смоленскую кафедру ни в летописи, ни в известных современных актах не упоминается. 
В 1609 году на требование короля Польши Сигизмунда III сдать им Смоленск архиепископ Сергий с воеводой Михаилом Шейным ответил: «Мы в храме Богоматери дали обет не изменять государю нашему Василию Ивановичу, а тебе, Литовскому королю, и твоим панам не раболепствовать во веки». Воодушевленные таким ответом, жители самозабвенно защищали город в течение двух лет, пока не истощились все средства защиты, а из 80 тысяч жителей едва осталось 8 тысяч.
В 1611 году город был взят поляками, а архиепископ Сергий, раненный в лицо, попал в плен и был увезён в Варшаву.
В конце 1616 года королевич Владислав, выступая с войском в пределы России, писал, что с ним идут в Россию патриарх Игнатий и архиепископ Смоленский Сергий. В «Истории Русской Церкви» митрополита Макария (Булгакова) написано, что взятые в плен архиепископ Сергий и Михаил Шеин отпущены в своё Отечество только в 1619 году при размене пленных.
О времени и месте кончины архиепископа Сергия точных данных нет.